# Iguaí (kommun)
Iguaí är en kommun i Brasilien.   Den ligger i delstaten Bahia, i den östra delen av landet, 900 km öster om huvudstaden Brasília. Antalet invånare är 25 724.
Följande samhällen finns i Iguaí:
- Iguaí

Omgivningarna runt Iguaí är huvudsakligen savann. Runt Iguaí är det ganska glesbefolkat, med 29 invånare per kvadratkilometer.